# Hoya oxycoccoides
Hoya oxycoccoides är en oleanderväxtart som beskrevs av Spencer Le Marchant Moore. Hoya oxycoccoides ingår i släktet Hoya och familjen oleanderväxter. Inga underarter finns listade i Catalogue of Life.